# Saw (filmserie)
Saw är en skräckfilmsserie som bland annat består av tio långfilmer.
Serien började med kortfilmen Saw, från 2003. Filmen skapades av den australiske regissören James Wan och manusförfattaren Leigh Whannell i hopp om att skapa tillräckligt intresse för en långfilm, vilket de lyckades med 2004, då den första långfilmen hade premiär på Sundance Film Festival och släpptes på bio följande oktober, genom Lionsgate. Uppföljarna regisserades av Darren Lynn Bousman, David Hackl och Kevin Greutert, och skrevs av Whannell, Bousman, Patrick Melton och Marcus Dunstan, och släpptes därefter årligen i oktober, på fredagen före Halloween, mellan 2004 och 2010. De både skaparna har varit kvar i serien genom roller som exekutiva producenter.
Den 22 juli 2010 bekräftade producenten Mark Burg att den sjunde filmen i serien, Saw 3D, skulle komma att bli den sista. 2012 rapporterades det att Lionsgate visat intresse av att fortsätta serien genom en reboot. I november 2013 kom rapporter om att man aktivt arbetade med att skapa en uppföljare. En åttonde film, Jigsaw, gavs slutligen ut i oktober 2017. 2019 bekräftades det att en nionde film, med titeln Spiral, skulle ges ut med Chris Rock som huvudrollsinnehavare, producent och manusförfattare. Den hade premiär 14 maj 2021 i USA.
Serien handlar om John Kramer, även känd som "Jigsaw". Han blev kort introducerad i Saw och utvecklades mer i detalj i Saw II och följande filmer. I stället för att mörda sina offer placerar Jigsaw dem i olika fällor som han kallar "lekar", för att se hur långt de är beredda att gå för att överleva via fysisk eller psykologisk tortyr. Han tror att de som överlever har blivit "rehabiliterade". Trots att Kramer blev mördad i Saw III, fortsätter serien att fokusera på honom och hans lärjungar genom att utforska hans karaktär via flashbacks.
Franchisen hade intjänat mer än 1 miljard dollar 2009, och filmerna har fram till 2018 tillsammans tjänat in mer än 976 miljoner dollar via biljettintäkter. Filmserien har i sin helhet fått mestadels blandade till negativa recensioner av kritiker, men har finansiellt varit en framgång och är en av de högst inkomstbringande skräckfilmfranchiserna genom tiderna. Filmerna har klassificerats som tortyrporr av vissa kritiker, vilket skaparna av Saw dock inte håller med om.

## Filmer
| Film    | Utgivningsår | Regissör                  | Manusförfattare                      | Story                                          | Producenter                            |
| ------- | ------------ | ------------------------- | ------------------------------------ | ---------------------------------------------- | -------------------------------------- |
| Saw     | 2004         | James Wan                 | Leigh Whannell                       | James Wan & Leigh Whannell                     | Mark Burg, Oren Koules & Gregg Hoffman |
| Saw II  | 2005         | Darren Lynn Bousman       | Leigh Whannell & Darren Lynn Bousman | Leigh Whannell & Darren Lynn Bousman           | Mark Burg, Oren Koules & Gregg Hoffman |
| Saw III | 2006         | Darren Lynn Bousman       | Leigh Whannell                       | James Wan & Leigh Whannell                     | Mark Burg, Oren Koules & Gregg Hoffman |
| Saw IV  | 2007         | Darren Lynn Bousman       | Patrick Melton & Marcus Dunstan      | Thomas Fenton, Patrick Melton & Marcus Dunstan | Mark Burg, Oren Koules & Gregg Hoffman |
| Saw V   | 2008         | David Hackl               | Patrick Melton & Marcus Dunstan      | Patrick Melton & Marcus Dunstan                | Mark Burg, Oren Koules & Gregg Hoffman |
| Saw VI  | 2009         | Kevin Greutert            | Patrick Melton & Marcus Dunstan      | Patrick Melton & Marcus Dunstan                | Mark Burg, Oren Koules & Gregg Hoffman |
| Saw 3D  | 2010         | Kevin Greutert            | Patrick Melton & Marcus Dunstan      | Patrick Melton & Marcus Dunstan                | Mark Burg, Oren Koules & Gregg Hoffman |
| Jigsaw  | 2017         | Michael and Peter Spierig | Josh Stolberg & Peter Goldfinger     | Josh Stolberg & Peter Goldfinger               | Mark Burg, Oren Koules & Gregg Hoffman |
| Spiral  | 2021         | Darren Lynn Bousman       | Josh Stolberg & Peter Goldfinger     | Josh Stolberg & Peter Goldfinger               | Oren Koules & Mark Burg                |
| Saw X   | 2023         | Kevin Greutert            | Josh Stolberg & Peter Goldfinger     | Josh Stolberg & Peter Goldfinger               | Oren Koules & Mark Burg                |

### Spiral
I maj 2019 bekräftades det att en nionde film i serien var i produktion. Seriens tidigare regissör Darren Lynn Bousman återvände till serien för denna film. Komikern och skådespelare Chris Rock spelade en av huvudrollerna i filmen och var involverad som exekutiv producent, förutom att han också skrivit filmens story. Rock sade "Jag har varit ett Saw-fan sedan den första filmen 2004. Jag är exalterad över möjligheten att ta detta till en riktigt intensiv och vriden ny plats." Manusförfattarna från Jigsaw, Josh Stolberg och Pete Goldfinger, återvände också till denna film. Stolberg klargjorde senare att den nionde delen existerar i samma kanon som de tidigare filmerna, även om den inte är en direkt uppföljare till Jigsaw.
Produktionen påbörjade filmandet i juni 2019 och filmen planerades ha biopremiär den 15 maj 2020, men försenades på grund av Coronaviruspandemin 2019–2021, och hade premiär först 14 maj 2021 i USA.

### Kortfilm
Saw, retrospektivt benämnd Saw 0.5, är en kortfilm från 2003 som fungerade som ett marknadsföringsverktyg för att slå upp filmens potential till Lionsgate. Den har givits ut på den andra skivan av den oklippta DVD-versionen av Saw, släppt som egen titel, samt på DVD:n Saw Trilogy som innehåller Saw "Uncut Edition", Saw II "Special Edition" och Saw III "Director's Cut", förpackad med en begränsad upplaga av 3D-dockhuvudboxversionen av Billy the Puppet.

## Översikt
Flashbacks från Saw IV avslöjar seriens rötter där John Kramer uppvisas som en lyckad civilingenjör och hängiven make till sin fru, Jill Tuck, som öppnade en avvänjningsklinik för drogmissbrukare. Jill förlorade sin ofödde son, Gideon, på grund av en missbrukare vid namn Cecils oavsiktliga handlande. Cecil flydde sedan från platsen. Saw VI avslöjade sedan hur en annan missbrukare, Amanda Young, spelade en roll i Gideons död. John sörjde sin sons död och distanserade sig från sina vänner och sin fru.

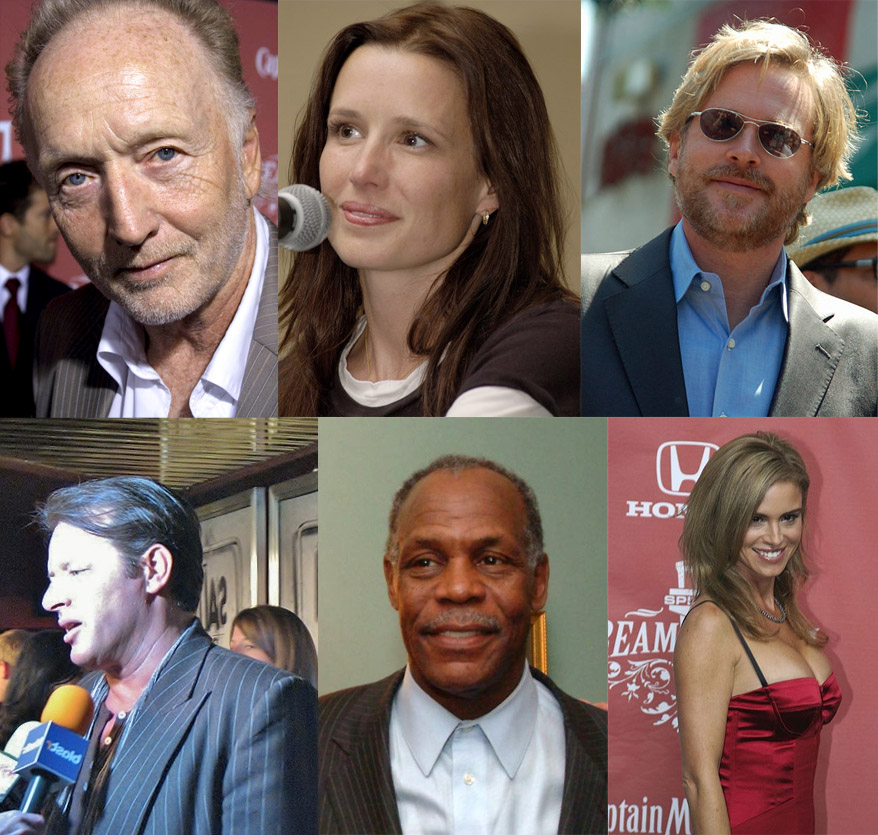
Några av huvudkaraktärerna från filmserien.

John och Jill gled till slut isär och skiljde sig. Efter detta händelseförlopp, fann sig John fångad av sin egen självbelåtenhet, tills han blev diagnostiserad med inoperabel cancer. Bitter över sitt liv började John observera andras människors liv och blev än mer deprimerad då han såg folk i sin omgivning slösa bort livets gåva, som han själv blivit nekad. John träffade en man vid namn William Easton för att få pengar till sin cancerbehandlig, men blev nekad ersättning. Flashbacks från Saw II visar att han, efter att ha överlevt ett självmordsförsök där han körde sin bil utför en klippa, blev "pånyttfödd" och kom på idén att det enda sättet för någon att förändras är att de förändrar sig själva. Sedan, i Saw IV, designade han ett test för Cecil och bestämde sig för att använda resten av sin existens till att designa mer av dessa "tester" eller "spel" som en form av "omedelbar rehabilitering" som skulle förändra världen "en person i taget". Kramer fick snabbt namnet "Jigsaw Killer" (eller "Jigsaw"), eftersom han skar ut pusselbitsliknande bitar ur kropparna från de som inte lyckades fly undan hans fällor. Kramer själv uppgav att det var media som gav honom namnet och att de utskurna kroppsbitarna var menade att representera att dessa offer alla saknade någonting - det han kallade "överlevnadsinstinkt".
Endast ett fåtal av Jigsaws offer lyckas överleva hans brutala mekaniska fällor, som ofta var ironiska symboler för problemen i offrets liv och krävde att de genomgick allvarlig fysisk och psykisk tortyr för att lyckas fly.
I Saw V, avslöjas poliskommissarie Mark Hoffman och Johns band genom en rad flashbacks under filmen. Hoffmans syster mördas av hennes pojkvän, Seth Baxter. Seth blir arresterad, men en teknikalitet gjorde att han friades. Hoffman, som kände att Seth inte avtjänat sitt straff, dödar honom i en fälla som är omöjlig att ta sig ur, designad att se ut som en av Jigsaws fällor. Jigsaw kidnappar sedan Hoffman och utpressar honom till att bli hans lärling i sina "rehabiliteringsmetoder". Hoffman blir dock sedan frivillig lärling och hjälper Kramer att sätta upp alla tester, med Pauls fälla som start.
Det första överlevande offret, Amanda Young, betraktar Jigsaw som en hjälte som slutligen förändrat hennes liv till det bättre. Efter förfrågan av Jigsaw, går Amanda med på att bli hans lärling.
I Saw har Jigsaw kedjat fast mannen som diagnostiserat honom med cancer, Dr. Lawrence Gordon, i ett förfallet tvättrum tillsammans med Adam Stanheight, en fotograf som förföljt doktorn på grund av en före detta polisdetektivs misstankar om att Gordon är Jigsaw. Lawrence är instruerad att döda Adam före klockan 6, annars kommer hans fru och dotter bli dödade. Flashbacks visar hur detektiverna David Tapp och Steven Sing, som misstänker Lawrence för att vara Jigsaw, följer ett spår av ledtrådar från andra Jigsaw-fällor. Efter att Sing räddat ett offer vid namn Jeff, dör han av en hagelgevärsfälla, vilket får Tapp att bli besatt av att fånga Jigsaw. Senare, jagar han Zep Hindle, som följer Adam och Lawrences test via en monitor, och blir skjuten i bröstet. Så småningom sågar Lawrence av sin fot för att överleva och lämnar Adam i badrummet medan han själv kryper iväg för att försöka rädda sin familj och skicka hjälp till Adam. Flashbacks från Saw III visar att Amanda, iförd en grismask, kidnappade Adam och senare återvände för att kväva honom som ett sorts "barmhärtighetsmord". Det var första gången hon medvetet ingrep under ett test och dödade någon.
Saw II börjar med att polisen spårar en märkbart försvagad Jigsaw till hans senaste tillhåll. Men, ett annat test pågår, då han och Amanda kidnappat sonen till polisen Eric Matthews och fängslat honom och en grupp med sju dömda fångar, tidigare ditsatta av Matthews, i ett hus som sakta blir fyllt med saringas, med Amanda Young bland dem. Jigsaw är beredd att byta Daniel Matthews liv mot Eric Matthews tid, genom att bara konversera med Jigsaw tills leken avslutats. Matthews tappar dock sitt tålamod och attackerar Jigsaw och tvingar Jigsaw att ta honom till huset, där det visar sig att videon inifrån huset var förinspelad och att händelserna ägt rum mycket tidigare. Matthews son var inlåst i ett kassaskåp i Jigsaws lager, där han hölls vid liv med hjälp av en syretank. Matthews blir slagen medvetslös av en maskerad figur och vaknar upp fångad i badrummet från Saw. Amanda avslöjar sig själv innan hon lämnar honom att dö. En flashback från Saw III visar hur Matthews lyckas fly från badrummet genom att bryta sin fot. Han konfronterar och slår Amanda och kräver att få veta var hans son är. Amanda lyckas slå ner Matthews och lämnar honom att dö. En flashback från Saw IV visar att en okänd person släpar Eric till en fängelsecell för att behålla honom för ett senare spel.
Händelserna i Saw III och Saw VI utspelar sig samtidigt. Saw III börjar med Jigsaw, försvagad och nära döden, liggande i en sjukhussäng. Amanda har tagit över hans verk och designat egna fällor, dock så är dessa fällor omöjliga att fly från, då Amanda är övertygad om att Jigsaws fällor inte har någon effekt och att folk inte förändras. En kidnappad doktor, Lynn Denlon, är tvingad att hålla Jigsaw vid liv medan ett annat test utförs på Jeff Denlon, en man som är besatt av hämnd på rattfylleristen som dödade hans son. Jigsaw, som vägrar låta "en mördare" ta över hans verk, utformar även ett test för Amanda. Hon misslyckas dock, vilket resulterar i att både Jigsaw och Amanda dör. Saw IV, under tiden, kretsar kring tester för polismannen Daniel Rigg, som överses av Hoffman. Rigg misslyckas med sitt test, vilket resulterar i Eric Matthews död. Rigg lämnas för att blöda till döds av Hoffman, som senare upptäcker Jigsaws och Amandas kroppar. När en obduktion utförs på Jigsaw, hittas ett kassettband belagt i vax i hans mage; bandet informerar Hoffman om att han har fel om han tror att allt är över bara för att Jigsaw är död och han ska inte förvänta sig att gå oprövad.

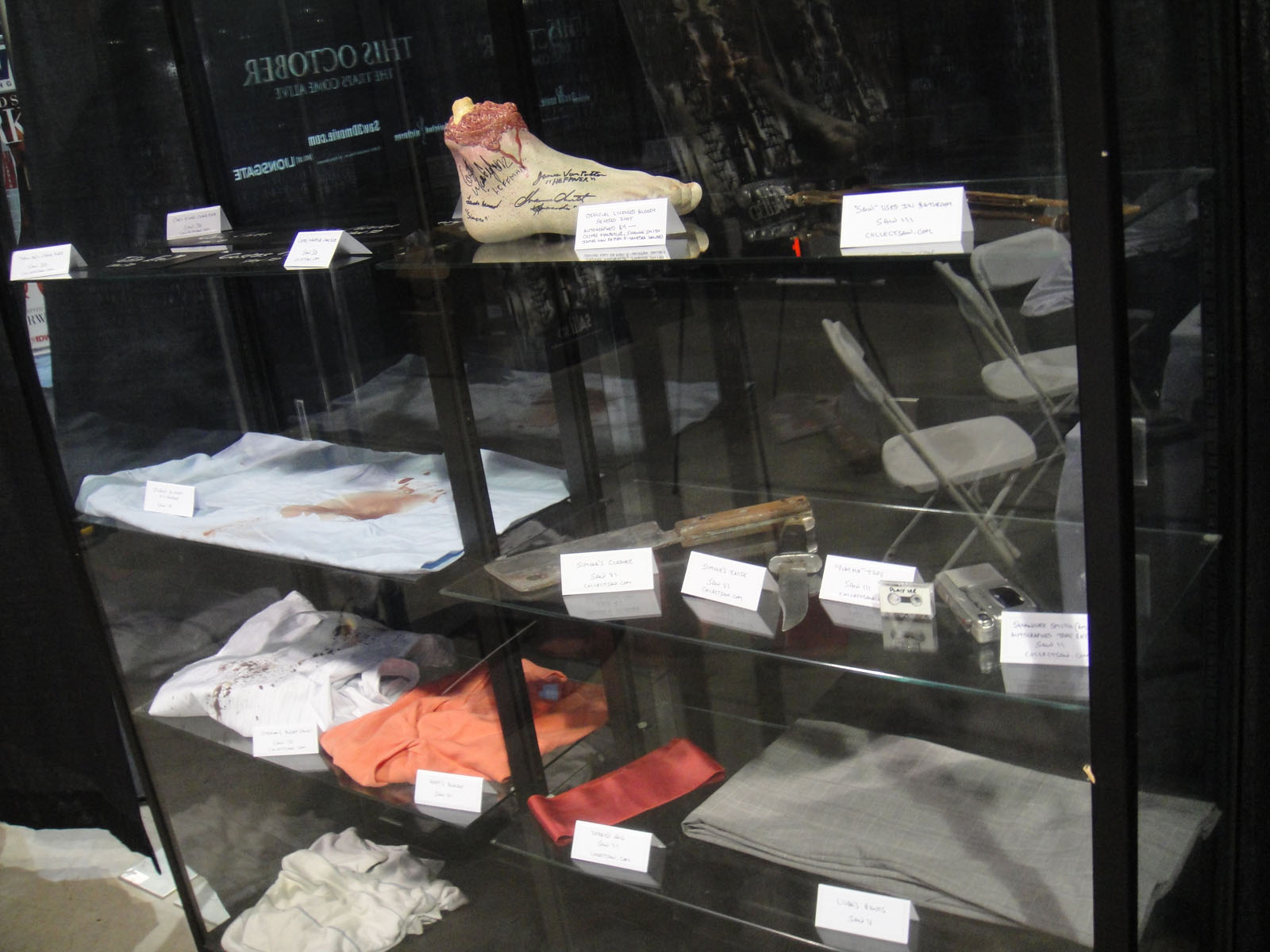
Rekvisita från filmserien.

Händelserna i Saw V visar en av Hoffmans första tester på egen hand. Fem personer som alla är på ett eller annat sätt var inblandade i en fatal brand, som dödade ett flertal människor, sätts i fyra sammankopplade samarbetstester vilket dödar en i varje test. De två återstående offren inser dock vid den sista fällan att varje tidigare fälla var menad att bli avklarad av alla tillsammans, istället för att en person skulle behöva dö per fälla. Med det i åtanke jobbar de två tillsammans och lyckas med nöd och näppe att överleva fällorna. De blir senare funna av polisen Dan Erickson. Under tiden har Hoffman fått det att se ut som att FBI-agenten Peter Strahm är Jigsaws medhjälpare. Strahm, som i sin tur misstänker Hoffman, jagar rätt på honom, men blir dödad av Hoffman på grund av hans oförmåga att följa Hoffmans regler. Det leder till att Hoffman ohotat kan ta över Jigsaws "verk".
Saw VI börjar med att Hoffman gör i ordning en "lek" som John beordrat genom att lämna en låda med instruktioner till Jill i Saw V. Den här leken kretsar kring en försäkringschef vid namn William Easton, som är ansvarig för att företaget avvisar två tredjedelar av alla försäkringsansökningar. Medan William tar sig igenom fyra prövningar och räddar så många liv han kan, lär han sig misstaget i att avvisa så många klienter som han gör, vilket leder till de avvisades död. Hans sista prov är att han måste bli förlåten av familjen till Harold Abbott, vars ansökan avvisades av William. Familjen väljer till slut att inte förlåta honom och William blir dödad av fluorvätesyra. Under tiden letar agenterna Erickson och Lindsey Perez efter agent Strahm, med hjälp av Hoffman. Efter att de funnit oegentligheter på tidigare mordplatser, upptäcker Erickson och Perez till slut Hoffmans sanna identitet, men de blir dödade av Hoffman innan de hinner rapportera någonting. Hoffman åker sedan tillbaka till platsen där Williams prov äger rum, då Jill plötsligt attackerar honom, på Johns begäran. Hon lämnar Hoffman i en ny "omvänd björnfälla", men Hoffman hinner dock ta sig ur den i sista sekunden, svårt skadad.
I Saw 3D strider Jill och Hoffman om Jigsaws arv. Under tiden som Jill går i skyddshäkte och avslöjar Hoffman, gör Hoffman en ny fälla som involverar ett antal skinheads för att kunna ta sig till Jill. Samtidigt fångas Bobby Dagen, som skrivit en bok om hur han undkommit en fälla han aldrig upplevt, och tvingas försöka rädda människor som vetat om Dagens lögner. Tre av hans vänner dör och Bobbys "test" avslutas med att han tvingas in i fällan han påstod sig ha överlevt förut. Han misslyckas, vilket resulterar i hans frus död. Samtidigt har Hoffman lyckats döda ett flertal poliser och lyckats infiltrera polisstationen. Han hittar Jill och dödar henne med den omvända björnfällan. Hoffman försöker därefter fly från staden, men fångas av Lawrence Gordon och hans medbrottslingar och placeras sedan i badrummet från första filmen. Det avslöjas sedan att Jigsaw och Gordon hjälpt varandra, och Gordon lämnar sedan Hoffman fastkedjad i badrummet.
Jigsaw börjar med ett nytt spel som förmodas äga rum tio år efter John Kramers död i Saw III. Fem personer tvingas genomgå en serie tester, ledda av John, i en övergiven ladugård. I det första testet ser det ut som att en av försökspersonerna dödas av cirkelsågar efter att ha varit medvetslös under instruktionerna. De flesta av de återstående personerna dödas under spelets gång tills bara två, Anna och den hårt sårade Ryan, är kvar. De båda blir drogade och vaknar kedjade på motsatta sidor av ett rum. John visar sig vara i rummet tillsammans med dem. Han förser dem med en hagelgevär och förklarar att det är "nyckeln till deras frihet", innan han lämnar dem för att fly. Anna försöker döda Ryan med hagelgeväret, men vapnet var riggat och dödade istället henne själv. Samtidigt försöker polisstyrkor under ledning av kriminalaren Halloran och med hjälp av medicinska kriminaltekniska forskarna Logan Nelson och Eleanor Bonneville att upptäcka platsen och deltagarna i spelet, samtidigt som de kämpar för att förstå hur den avlidne John kunde stå bakom allt. Logan och Eleanor hittar platsen för spelet i en övergiven ladugård som ägs av Jill Tuck, medan Halloran förföljer dem och tror att det är de två som står bakom de senaste spelen. Eleanor flyr samtidigt som Logan och Halloran placeras i ett rum försedda med kragar med laserskärare runt halsen. De får berättat av John att de måste bekänna sina synder för att överleva. Logan förmodas dödas efter att ha medgivit att han begått ett misstag som försenade Johns diagnos. Halloran erkänner sedan att han låtit olika skyldiga fångar gå fria, vilket inaktiverar hans krage. Logan reser sig dock från marken och avslöjar att hans krage var ofarlig. Han förklarar att spelet i ladan var det allra första spelet som ägde rum tio år tidigare, och att de kroppar som hittats var kriminella som Halloran låtit gå fria. Logan hade placerat dessa i ett identiskt eget "spel". Han avslöjar att han var deltagaren i det första spelet som förmodats blivit dödad av cirkelsågar, men att John i sista stund räddat honom. John tog Logan under sin vinge, och Logan hjälpte till med alla olika fällor i serien, vilket gjorde honom till Johns allra första lärling. Logan återaktiverar Hallorans krage, vilken skär upp hans huvud, innan han slår igen dörren.

## Produktionselement

### Fällor
En viktig del av varje film är fällorna som används av Jigsaw och hans lärlingar för att framföra sina meddelanden till offren. Enligt regissören David Hackl, är alla fällor riktiga och inte CGI. De är designade att se fasansfulla ut, men samtidigt säkra för skådespelarna i dem. Manusförfattaren Marcus Dunstan sa att "de är byggda för att fungera på riktigt." och "De fungerar. Så om det är en skalperarstol - så var det verkligen en stol med fungerande redskap som kunde skalpera dig." Den potentiellt farligaste fällan som användes var "vattenkuben", där en skådespelare behövde hålla huvudet i den vattenfyllda kuben så länge som möjligt. David Hackl krävde även att fällorna skulle se rostiga och farliga ut, men även ha en sorts skönhet över sig.

### "Hello Zepp"
"Hello Zep" är ett stycke instrumentalmusik som ursprungligen komponerades av Charlie Clouser till den första filmen i serien. I Saw, visar det sig att den antydda huvudantagonisten Zep Hindle egentligen är ett offer av den riktiga antagonisten, Jigsaw. (Karaktärens namn är stavat "Zep" i manuset, medan musiktiteln stavar det "Zepp"). Allt eftersom serien fortsatte, återanvändes stycket i varje film som ledmotiv, men blev även omdöpt och remixad för att passa stämningen. Musiken har använts i slutet av alla Saw-filmer.

## Roller och karaktärer
| 2004               | 2005            | 2006            | 2007            | 2008            | 2009            | 2010              | 2017                 | 2021                  | 2023              |               |               |               |
| John Kramer        | Tobin Bell      | Tobin Bell      | Tobin Bell      | Tobin Bell      | Tobin Bell      | Tobin Bell        | Tobin Bell           | Tobin Bell            |                   | Tobin Bell    |               |               |
| Amanda Young       | Shawnee Smith   | Shawnee Smith   | Shawnee Smith   | Shawnee Smith   | Shawnee Smith   | Shawnee Smith     | Shawnee Smith        |                       |                   | Shawnee Smith | Shawnee Smith | Shawnee Smith |
| Mark Hoffman       |                 |                 | Costas Mandylor | Costas Mandylor | Costas Mandylor | Costas Mandylor   | Costas Mandylor      |                       |                   |               |               |               |
| Jill Tuck          |                 |                 | Betsy Russell   | Betsy Russell   | Betsy Russell   | Betsy Russell     | Betsy Russell        |                       |                   |               |               |               |
| Lawrence Gordon    | Cary Elwes      |                 |                 |                 |                 |                   | Cary Elwes           |                       |                   |               |               |               |
| Adam Stanheight    | Leigh Whannell  | Leigh Whannell  | Leigh Whannell  |                 |                 | Leigh Whannell    | Leigh Whannell       |                       |                   |               |               |               |
| Zep Hindle         | Michael Emerson |                 |                 |                 |                 |                   |                      |                       |                   |               |               |               |
| David Tapp         | Danny Glover    |                 |                 |                 | Danny Glover    |                   |                      |                       |                   |               |               |               |
| Steven Sing        | Ken Leung       |                 |                 |                 | Ken Leung       |                   |                      |                       |                   |               |               |               |
| Allison Kerry      | Dina Meyer      | Dina Meyer      | Dina Meyer      | Dina Meyer      | Dina Meyer      |                   |                      |                       |                   |               |               |               |
| Eric Matthews      |                 | Donnie Wahlberg | Donnie Wahlberg | Donnie Wahlberg | Donnie Wahlberg |                   |                      |                       |                   |               |               |               |
| Daniel Rigg        |                 | Lyriq Bent      | Lyriq Bent      | Lyriq Bent      | Lyriq Bent      |                   |                      |                       |                   |               |               |               |
| Jeff Denlon        |                 |                 | Angus Macfadyen | Angus Macfadyen | Angus Macfadyen | Angus Macfadyen   |                      |                       |                   |               |               |               |
| Lynn Denlon        |                 |                 | Bahar Soomekh   | Bahar Soomekh   | Bahar Soomekh   | Bahar Soomekh     |                      |                       |                   |               |               |               |
| Peter Strahm       |                 |                 |                 | Scott Patterson | Scott Patterson | Scott Patterson   |                      |                       |                   |               |               |               |
| Lindsey Perez      |                 |                 |                 | Athena Karkanis | Athena Karkanis | Athena Karkanis   |                      |                       |                   |               |               |               |
| Dan Erickson       |                 |                 |                 |                 | Mark Rolston    | Mark Rolston      |                      |                       |                   |               |               |               |
| Pamela Jenkins     |                 |                 |                 |                 | Samantha Lemole | Samantha Lemole   |                      |                       |                   |               |               |               |
| William Easton     |                 |                 |                 |                 |                 | Peter Outerbridge | Peter Outerbridge    |                       |                   |               |               |               |
| Bobby Dagen        |                 |                 |                 |                 |                 |                   | Sean Patrick Flanery |                       |                   |               |               |               |
| Matt Gibson        |                 |                 |                 |                 |                 |                   | Chad Donella         |                       |                   |               |               |               |
| Logan Nelson       |                 |                 |                 |                 |                 |                   |                      | Matt Passmore         |                   |               |               |               |
| Halloran           |                 |                 |                 |                 |                 |                   |                      | Callum Keith Rennie   |                   |               |               |               |
| Eleanor Bonneville |                 |                 |                 |                 |                 |                   |                      | Hannah Emily Anderson |                   |               |               |               |
| Ezekiel Banks      |                 |                 |                 |                 |                 |                   |                      |                       | Chris Rock        |               |               |               |
| Marcus Banks       |                 |                 |                 |                 |                 |                   |                      |                       | Samuel L. Jackson |               |               |               |
| William Schenk     |                 |                 |                 |                 |                 |                   |                      |                       | Max Minghella     |               |               |               |
| Angie Garza        |                 |                 |                 |                 |                 |                   |                      |                       | Marisol Nichols   |               |               |               |

## Mottagande

### Biljettintäkter
Saw spelade in 18,2 miljoner dollar under sin öppningshelg och blev Lionsgates näst bästa öppning efter Fahrenheit 9/11 (2004) som drog in 23,9 miljoner dollar. Saw fortsatte med att generera totalt 103 miljoner dollar världen över, och är den näst minst inkomstbringade filmen i serien efter Saw VI. Vid denna tidpunkt blev den den mest lönsamma skräckfilmen efter Scream (1996). Det är den sjunde högsta noteringen under en öppningshelg vid Halloween. Saw II gick in som nummer ett i Nordamerika under sin öppningshelg med 31,7 miljoner dollar och satte rekord för Lionsgate för en Halloweenhelg. Saw II är också den tredje bästa noteringen för en Halloweenöppnare. Vid denna tidpunkt var den Lionsgate största utgivning i historien och hade en av de bästa öppningshelgerna för en skräckuppföljare. Det är Lionsgates fjärde mest inkomstbringande film i USA och Kanada. Saw III gick också in som nummer ett i Nordamerika genom att samla 33,6 miljoner dollar under öppningshelgen, vilket gjorde den till den bästa Halloweendebuten någonsin och blev vid den tiden, Lionsgates högsta öppningshelg. Det är den mest inkomstbringande filmen i serien världen över. Den har den högst upptjänta helgen i serien och är också Lionsgates femte mest inkomstbringande film i USA och Kanada.
Saw IV hade premiär som nummer ett i Nordamerika med 32,1 miljoner dollar vilket gör den till den näst bästa Halloweenöppnaren. Saw V placerade sig som två under sin öppningshelg, slagen av High School Musical 3: Senior Year, och tjänade 30,1 miljoner dollar. Det är Lionsgates tionde högst inkomstbringande film. Saw VI öppnade på andra plats efter Paranormal Activity med 14,1 miljoner dollar, vilket är den lägsta noteringen av alla Saw-filmer världen över. Den är också den minst inkomstbringande filmen i serien. Saw 3D placerade sig som etta med 22,5 miljoner dollar under öppningshelgen: 92% av biljetterna kom från mer än 2 100 3D-utrustade platser. Den hade den femte bästa öppningshelgen i Saw-serien. Den var den mest framgångsrika filmen i serien sedan Saw IV.
I jämförelse med andra amerikanska skräckfilmsserier – Terror på Elm Street, Den onda dockan, Fredagen den 13:e, Alla helgons blodiga natt, Hannibal Lecter-serien, Psycho, Hajen, Scream, Jag vet vad du gjorde förra sommaren, Candyman, Final Destination, The Purge, Omen, Hellraiser, Alien vs. Predator, Paranormal Activity, The Conjuring, Exorcisten, och Motorsågsmassakern — med siffrorna justerade för inflation 2011, är den den femte mest inkomstbringande skräckserien i USA och Kanada med 457,4 miljoner dollar. Denna lista toppas av Fredagen den 13:e med 687,1 miljoner dollar, följt av Terror på Elm Street med 592,8 miljoner dollar, med Hannibal Lecter-serien som ligger tätt bakom med 588,7 miljoner dollar.
| Film    | Utgivningsdatum | Intäkter     | Intäkter       | Intäkter       | Budget          | Referens      |
| Film    | Utgivningsdatum | Nordamerika  | Övriga världen | Globalt        | Budget          | Referens      |
| ------- | --------------- | ------------ | -------------- | -------------- | --------------- | ------------- |
| Saw     | 29 oktober 2004 | $55,185,045  | $47,911,300    | $103,096,345   | $1–1,2 miljoner | [ 15 ] [ 31 ] |
| Saw II  | 28 oktober 2005 | $87,039,965  | $60,708,540    | $147,748,505   | $4 miljoner     | [ 32 ]        |
| Saw III | 27 oktober 2006 | $80,238,724  | $84,635,551    | $164,874,275   | $10 miljoner    | [ 21 ]        |
| Saw IV  | 26 oktober 2007 | $63,300,095  | $76,052,538    | $139,352,633   | $10 miljoner    | [ 33 ] [ 34 ] |
| Saw V   | 24 oktober 2008 | $56,746,769  | $57,117,290    | $113,864,059   | $10,8 miljoner  | [ 35 ]        |
| Saw VI  | 23 oktober 2009 | $27,693,292  | $40,540,337    | $68,233,629    | $11 miljoner    | [ 36 ]        |
| Saw 3D  | 29 oktober 2010 | $45,710,178  | $90,440,256    | $136,150,434   | $20 miljoner    | [ 37 ]        |
| Jigsaw  | 27 oktober 2017 | $38,052,832  | $64,900,056    | $102,952,888   | $10 miljoner    | [ 38 ]        |
| Spiral  | 14 maj 2021     | $23,216,862  | $17,392,032    | $40,608,894    | $20 miljoner    | [ 39 ]        |
| Totalt  | Totalt          | $477,183,762 | $539,697,900   | $1,016,881,662 | $97 miljoner    |               |

## Merchandise

### TV-spel
De japanska spelutvecklarna Konami äger rättigheterna till Saw-serien. Konami sade under 2009 att de ville göra en serie Saw-videospel för att komplettera filmerna. De ville även göra Saw till sin nästa stora skräckserie tillsammans med deras Silent Hill-serie. De menade att Saw fokuserar på visuell intensitet, medan Silent Hill fokuserar på psykologisk terror, och att båda därför kan existera på spelmarknaden utan att behöva konkurrera med varandra.
Saw, ett TV-spel som utspelar sig mellan de två första filmerna i serien, släpptes den 6 oktober 2009. En uppföljare, Saw II: Flesh & Blood, gavs ut den 19 oktober 2010 till Xbox 360 och PlayStation 3, tio dagar före utgivningen av Saw 3D.
Karaktärerna David Tapp och Amanda Young fanns tillgängliga via det nedladdningsbara Saw Chapter för TV-spelet Dead by Daylight.

### Annan media
Saw: Rebirth, en serietidning som är en prequel till originalfilmen. Den släpptes för att promota Saw II. Seriens kanonicitet dementerades sedan i Saw IV.